# Sidorejo (Tirto)
Sidorejo is een bestuurslaag in het regentschap Pekalongan van de provincie Midden-Java, Indonesië. Sidorejo telt 3560 inwoners (volkstelling 2010).